# Per Boye Hansen
Per Boye Hansen (* 11. října 1957 Oslo) je norský divadelní režisér, od dubna 2012 do července 2017 umělecký ředitel Norské národní opery, která pod jeho vedením získala v roce 2015 Mezinárodní operní cenu v kategorii Nejpřístupnější scéna. Od sezony 2019/20 je uměleckým ředitelem Opery Národního divadla a Státní opery v Praze.

## Život
Otec byl houslista a vyučoval na Státní konzervatoři v Oslu, matka pracovala jako logopedka a specializovala se na děti s postižením. Hansen navštěvoval střední školu se zaměřením na divadlo a herectví, v dětství se učil hrát na housle. Kromě skandinávských jazyků hovoří plynně anglicky a německy. Je ženatý a má tři dospělé syny.
Je členem představenstva vydavatelství Dacapo Records (Edition S), které funguje s podporou dánského ministerstva kultury. Byl členem poroty pěvecké soutěže BBC Singer of the World (Cardiff, 2013), Mezinárodních operních cen (2017) a porotcem soutěže Ring Award (Graz, 2017).
Po studiu divadelní vědy na Univerzitě v Oslu studoval obor operní režie pod vedením profesora Dietera Bülter-Marella na Folkwanghochschule v německém Essenu. V letech 1984 až 1988 pracoval jako asistent režie opery v Kolíně nad Rýnem. Několik let působil jako asistent režiséra Jean-Pierra Ponnelleho a rovněž pomáhal řediteli operního souboru v Kolíně nad Rýnem, Michaelu Hampemu. Asistoval tamním režisérům Hansi Neugebauerovi a Willymu Deckerovi. V 80. letech pravidelně působil jako asistent Michaela Hampeho a Jean-Pierra Ponneleho na Salcburském festivalu. V roce 1982 založil festival Oslo Sommeropera, který z pozice uměleckého ředitele vedl až do roku 1992. Z původně volného sdružení norských umělců se nakonec stal každoroční desetidenní festival, na němž vystoupili např. Francisco Araiza, Edith Mathis, Delores Ziegler a Lucia Poppová. V norské premiéře nastudoval operu Benjamina Brittena Sen noci svatojánské, Mozartovy opery Don Giovanni, Così fan tutte a La Clemenza di Tito a Ariadnu na Naxu od Richarda Strausse.
V roce 1990 založil uměleckou agenturu Oslo Arts Management a uspořádal sérii koncertů v Koncertním domě v Oslu, na níž vystoupili např. Jessye Norman, Kiri Te Kanawa, Kathleen Battle, Anne Sophie von Mutter, Anne Sofie von Otter, James Galway, José Carreras a Bryn Terfel. Úzce spolupracoval s Filharmonií Oslo a jejich šéfdirigentem Marissem Jansonsem. V roce 1994 byl pověřen organizací série koncertů pro Národní olympijský výbor, které byly součástí kulturního programu zimních olympijských her v Lillehammeru. V roce 1996 navázal na spolupráci s mnichovskou uměleckou agenturou KünstlerSekretariat am Gasteig. Od roku 1999 působil jako castingový ředitel berlínského operního domu Komische Oper Berlin. V roce 2003 byl jmenován do funkce ředitele opery. Měl na starosti angažmá hostujících pěvců, dirigentů a také spolupracoval s několika režiséry (např. Peter Konwitschny, Hans Neuenfels, Barrie Kosky, Calixto Bieito, David Alden, Richard Jones a Sebastian Baumgarten).
Od roku 2005 do roku 2012 zastával funkci uměleckého a provozního ředitele Mezinárodního festivalu v Bergenu, který se vyznačoval rostoucím počtem nových inscenací, mezi ně patřily např. opery na motivy Ibsenových děl Peer Gynt či Brand (nastudované Calixtem Bieitem). Obě inscenace slavily úspěch a vysloužily si pozvání na festival věnovaný tvorbě Henrika Ibsena v Oslu. Bieitova vlastní hudebně-dramatická inscenace Hlasy (světová premiéra v Bergenu v roce 2010) byla také zařazena na festival Grec v Barceloně a hostovala v mnichovském divadle Residenztheater. V roce 2011 byl norským ministrem kultury jmenován předsedou poroty Mezinárodní Ibsenovy ceny.
V roce 2015 obdržela Norská státní opera Mezinárodní operní cenu v Londýně, a to v kategorii „Nejpřístupnější scéna“. Spolupráce s touto scénou odstartovala mezinárodní kariéru norských režisérů, jako jsou Ole Anders Tandberg a režisérka Sigrid Reibo. Hlavním hostujícím režisérem je Calixto Bieito ve svém domovském městě se souborem pravidelně spolupracuje také Stefan Herheim. Během Hansenova působení v Opeře bylo nastudováno pět inscenací ve světové premiéře. Patří mezi ně například opera Peer Gynt Jüri Reinvereho na motivy dramatu Henrika Ibsena a opera Elysium Rolfa Wallina, k níž napsal libreto Mark Ravenhill. Obě inscenace se dočkaly uznání světových médií (deník Financial Times označil operu Elysium za „triumf norské opery“). Jüri Reinvere po premiéře v Oslu obdržel státní ocenění v oblasti kultury od vlády Estonské republiky. V roce 2017 zde pozoruhodným způsobem debutovala mladá česká režisérka Barbora Horáková Joly s novým nastudováním opery Pelleas a Melisanda. Režisérka ve spolupráci se scénografem Ralphem Myersem a kostýmní výtvarnicí Mel Page vytvořila moderní a kruté obrazy sterilní společnosti s výraznou světelnou složkou. Původně měla pouze asistovat režisérovi Simonu Stoneovi, operní ředitel Per Boye Hansen jí však natolik důvěřoval, že jí nakonec svěřil celou inscenaci.
V květnu 2015 však Hansen oznámil, že jeho smlouva na pozici ředitele Norské národní opery nebude prodloužena ani po srpnu roku 2017.
Od sezony 2019/2020 vede hudební manažer Per Boye Hansen, který dlouhodobě působil v rodném Norsku a Německu, Operu Národního divadla a Státní operu v Praze.